# Wenshang
Wenshang är ett härad som lyder under Jinings stad på prefekturnivå i Shandong-provinsen i norra Kina. Det ligger omkring 110 kilometer sydväst om provinshuvudstaden Jinan. 
Historiska Nanwang vattenregleringssystem som reglerade flödet i Stora kanalen är uppfört i Wenshang.